# الشواق
الشواق قرية سعودية، ومركز يتبع محافظة الليث بمنطقة مكة المكرمة.

## نبذة
مركز الشواق تابع لمحافظة الليث يبعد عنها 60 كيلومترا جنوباً، ويقطن فيها أشراف ذوي الحسن بن عجلان ومنهم ذوي عياف والصمدان وآل محيي الدين والصعوب وآل حسن بن احمد وذوي بركات والقواسمة والحواتمة وآل مهدي والخمجان والنعرة والعساف وآل علي وبعض القبائل الكريمة الأخرى كالحراتيم والبدوان والمساعيد والحمرة والكنادرة من حرب والبسسة والمشاييخ وغيرهم 

## وصلات خارجية
- إمارة منطقة مكة المكرمة
- محافظة الليث